# Aeropuerto Internacional de La Paz

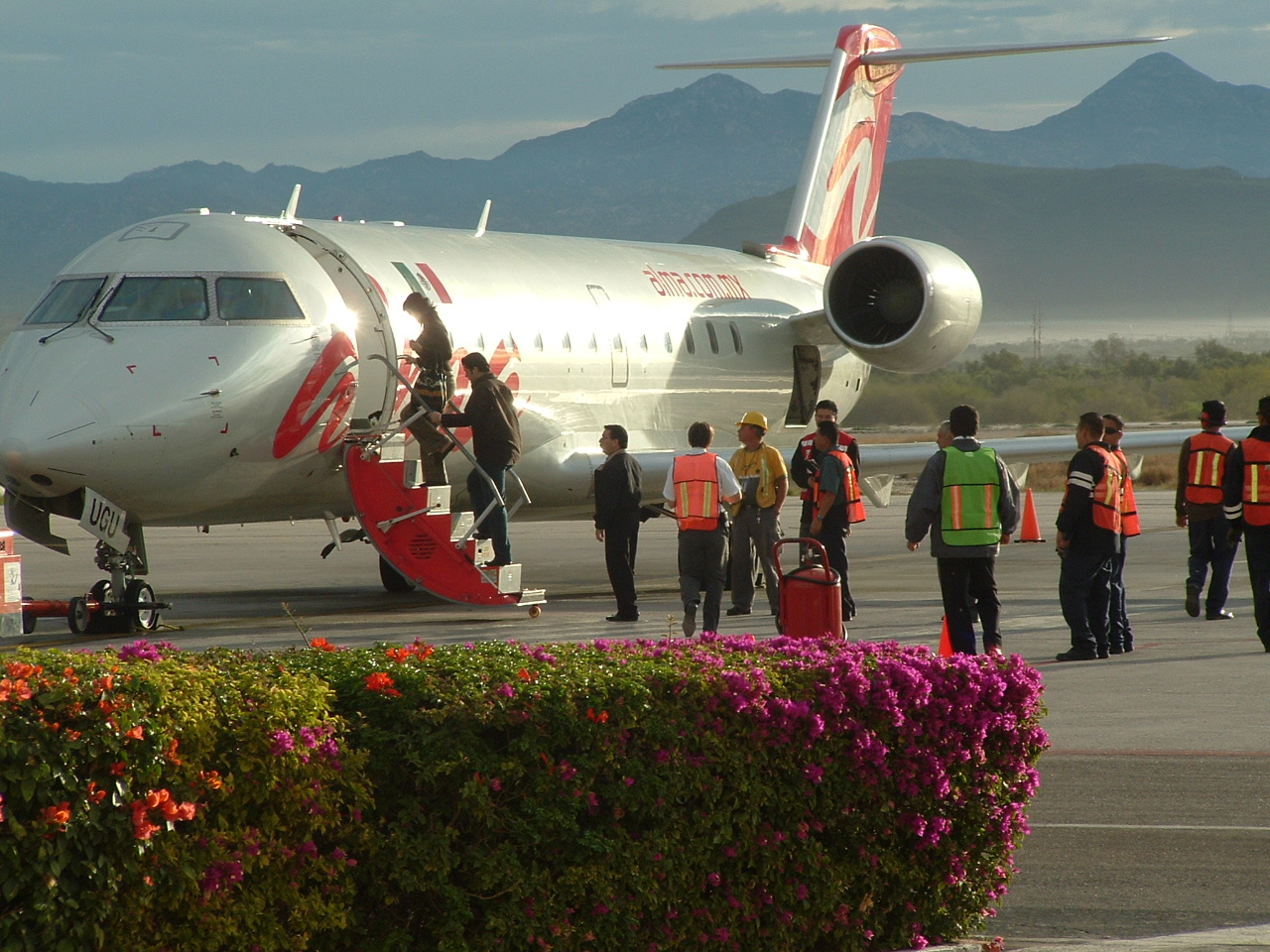
Bombardier CRJ-200 (XA-UGU) de Alma de México en el Aeropuerto.

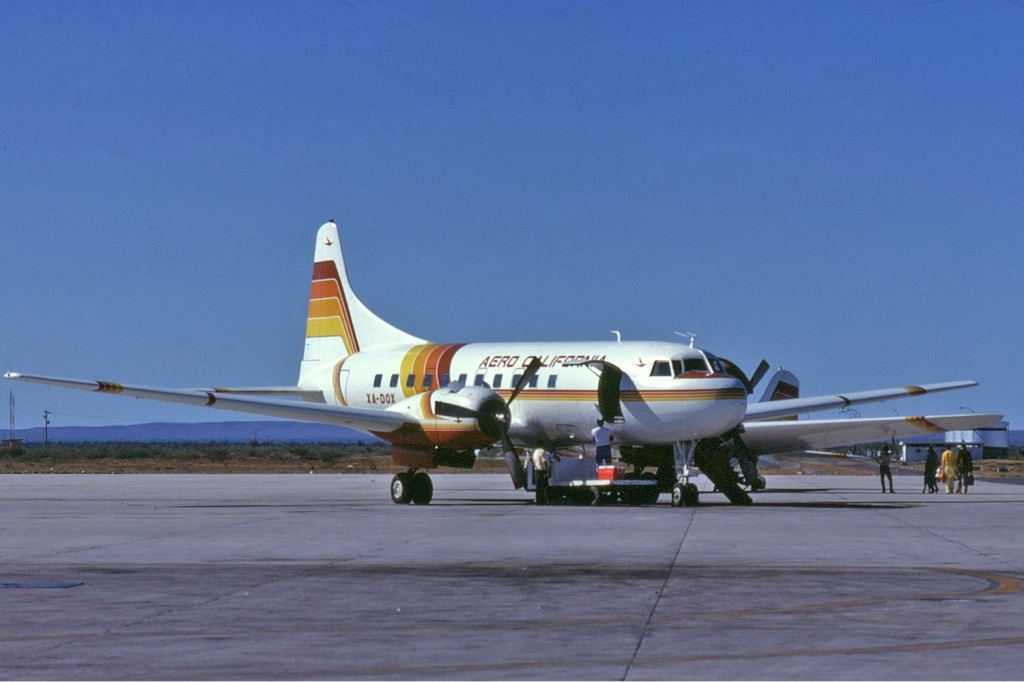
Convair CV-340 (XA-DOX) de Aero California en el aeropuerto.

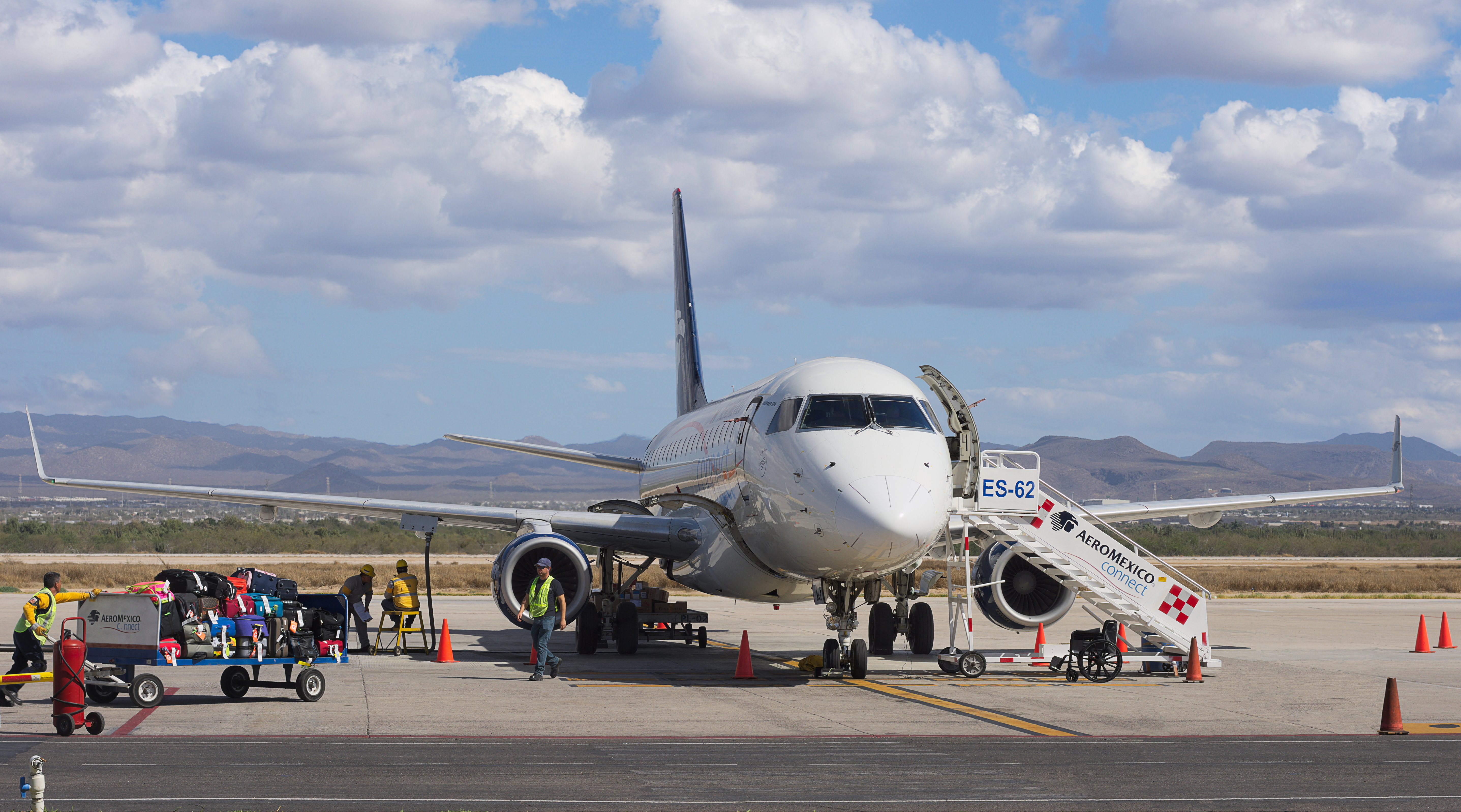
Embraer ERJ-170SU de Aeroméxico Connect (XA-ACP) en el Aeropuerto de La Paz.

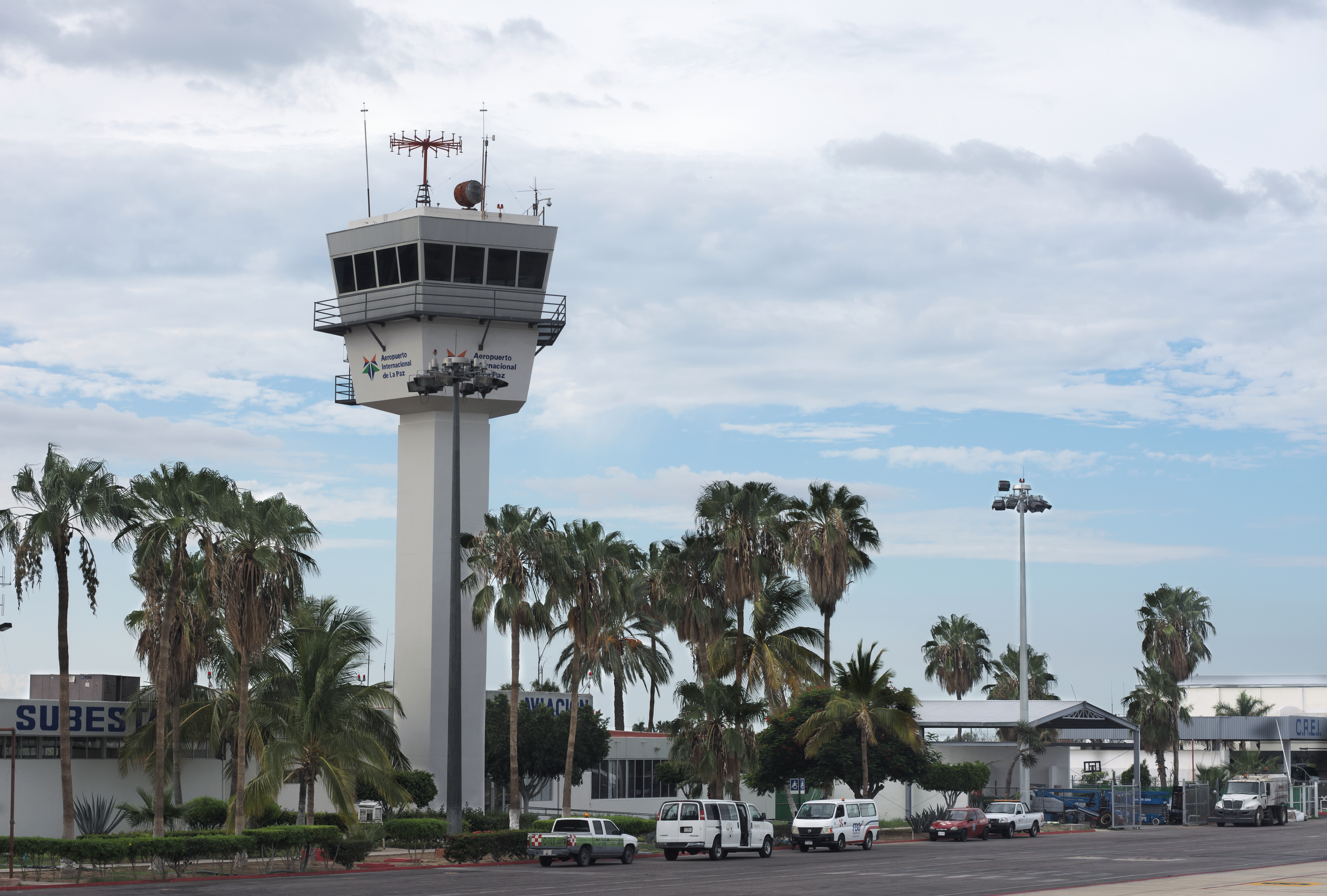
Torre de control del aeropuerto.

El Aeropuerto Internacional Manuel Márquez de León  o Aeropuerto Internacional de La Paz (Código IATA: LAP - Código OACI: MMLP - Código DGAC: LAP),  es un aeropuerto localizado en La Paz, Baja California Sur, México en el Golfo de California. Se ocupa del tráfico aéreo nacional e internacional de la ciudad de La Paz.

## Información
EL Aeropuerto Internacional de La Paz, se encuentra ubicado en el kilómetro 13 de la Carretera Transpeninsular. 
Para el 2021, La Paz recibió a 920,000 pasajeros, mientras que para 2022 recibió a 1,079,600 pasajeros, según datos publicados por Grupo Aeroportuario del Pacífico.
Cuenta con una terminal de aviación comercial de pasajeros de 5,180 metros cuadrados distribuidos en dos plantas.
Para atención en la documentación de pasajeros existen en la planta baja, 17 mostradores de documentación y una banda de recepción de equipajes.
El área de salas de última espera cuenta con cinco puertas de salida. La sala de reclamo de equipajes cuenta con tres bandas transportadoras de equipajes, dos nacionales y una internacional. 
El aeropuerto fue nombrado por Manuel Márquez de León, un político, militar y pensador mexicano originario de este Estado.

## Aerolíneas y destinos

### Pasajeros
| Destinos por aerolínea                                                                            | Destinos por aerolínea                                                             | Destinos por aerolínea | Destinos por aerolínea |
| Aerolínea                                                                                         | Destinos                                                                           |                        |                        |
| ------------------------------------------------------------------------------------------------- | ---------------------------------------------------------------------------------- | ---------------------- | ---------------------- |
| Aéreo Servicio Guerrero                                                                           | Ciudad Constitución, Ciudad Obregón, Guerrero Negro, Los Mochis, San José del Cabo |                        |                        |
| Aeroméxico                                                                                        | Ciudad de México                                                                   |                        |                        |
| Aeroméxico Connect                                                                                | Ciudad de México                                                                   |                        |                        |
| Alaska Airlines                                                                                   | Los Ángeles                                                                        |                        |                        |
| TAR                                                                                               | Aguascalientes, Chihuahua, Hermosillo, Los Mochis, Mazatlán, Querétaro             |                        |                        |
| Viva                                                                                              | Ciudad de México–AIFA, Culiacán, Guadalajara, Monterrey, Tijuana                   |                        |                        |
| Volaris                                                                                           | Ciudad de México, Ciudad de México–AIFA, Guadalajara, Monterrey, Tijuana           |                        |                        |
| Total: 17 destinos (16 nacionales, 1 internacional), 7 aerolíneas (6 nacionales, 1 internacional) |                                                                                    |                        |                        |

Notas
1. ↑  El vuelo de Viva con destino Monterrey hace escala en Culiacán.

### Destinos nacionales

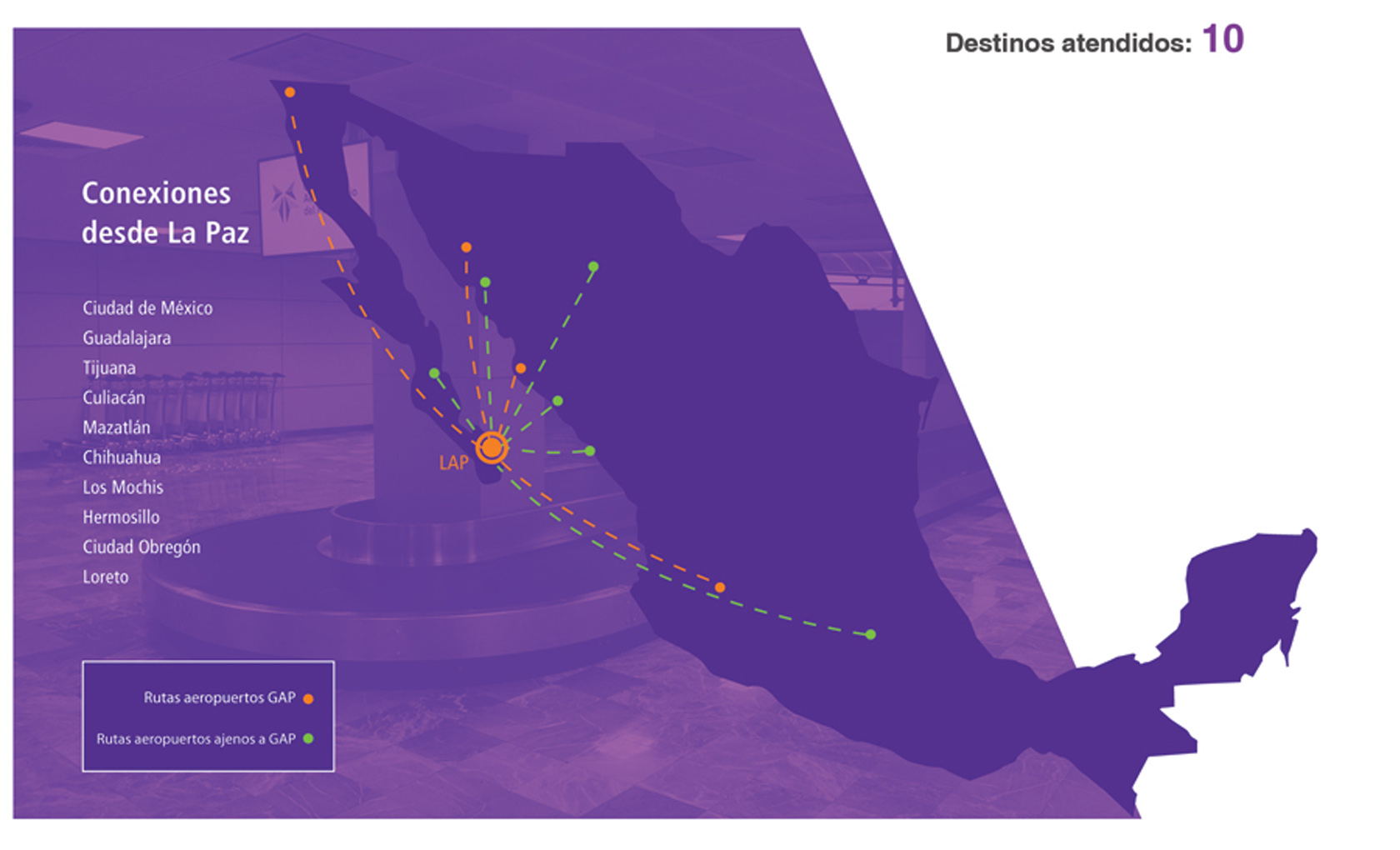
Destinos del aeropuerto.

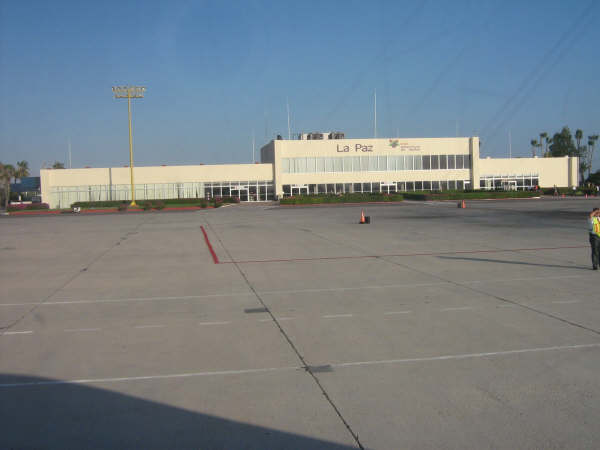
Lado aire del aeropuerto

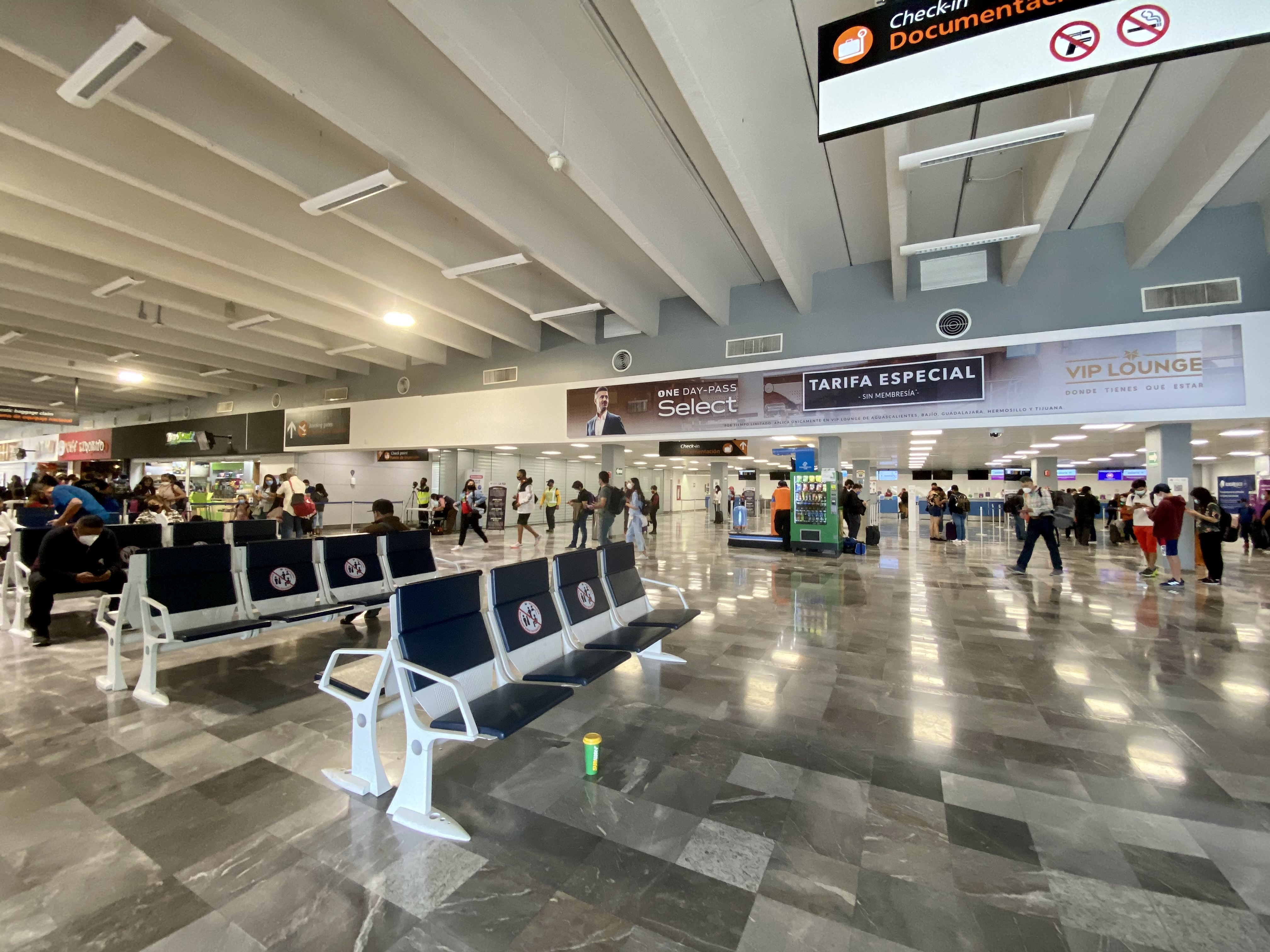
Mostradores de documentación.

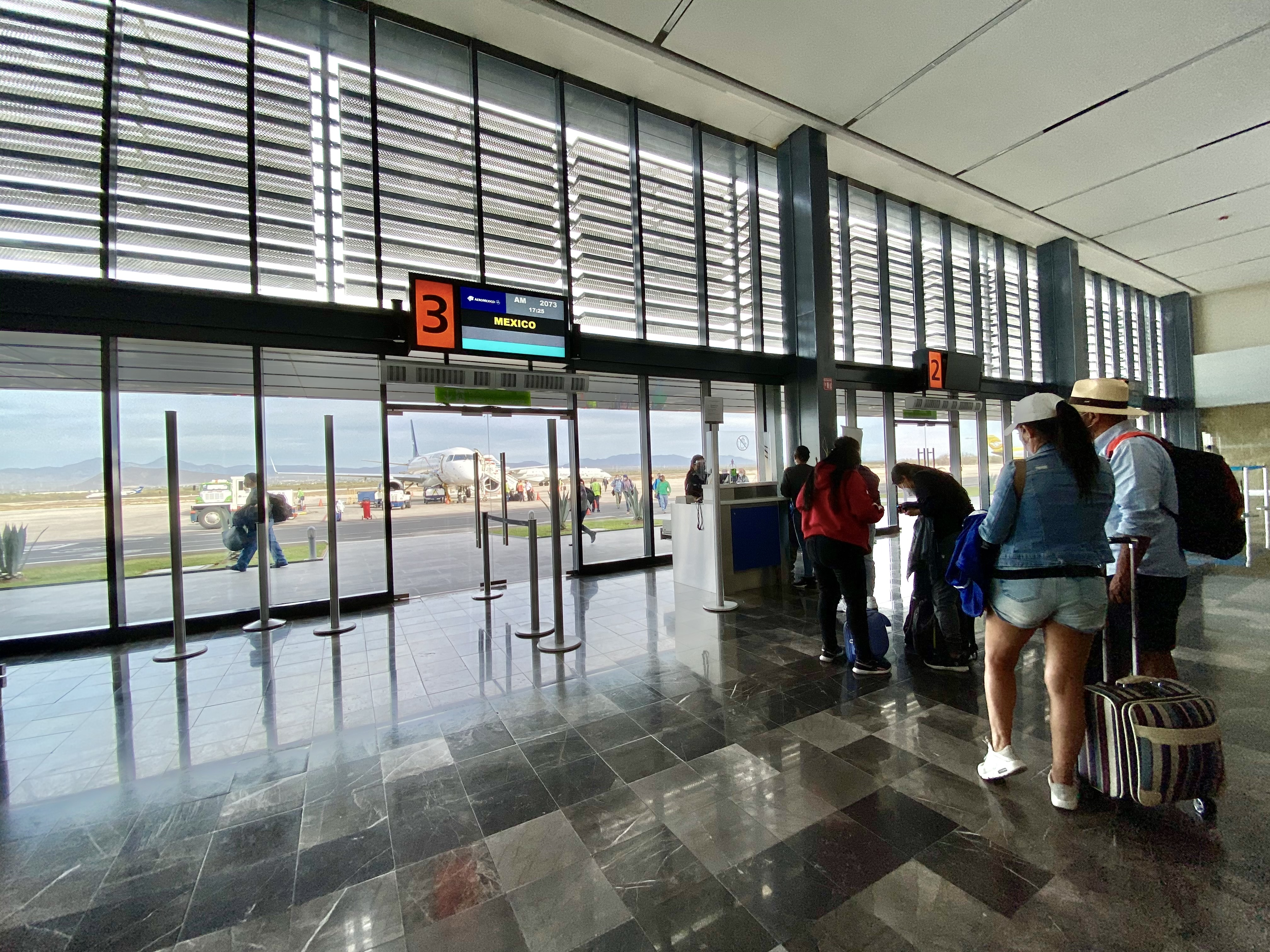
Sala de última espera.

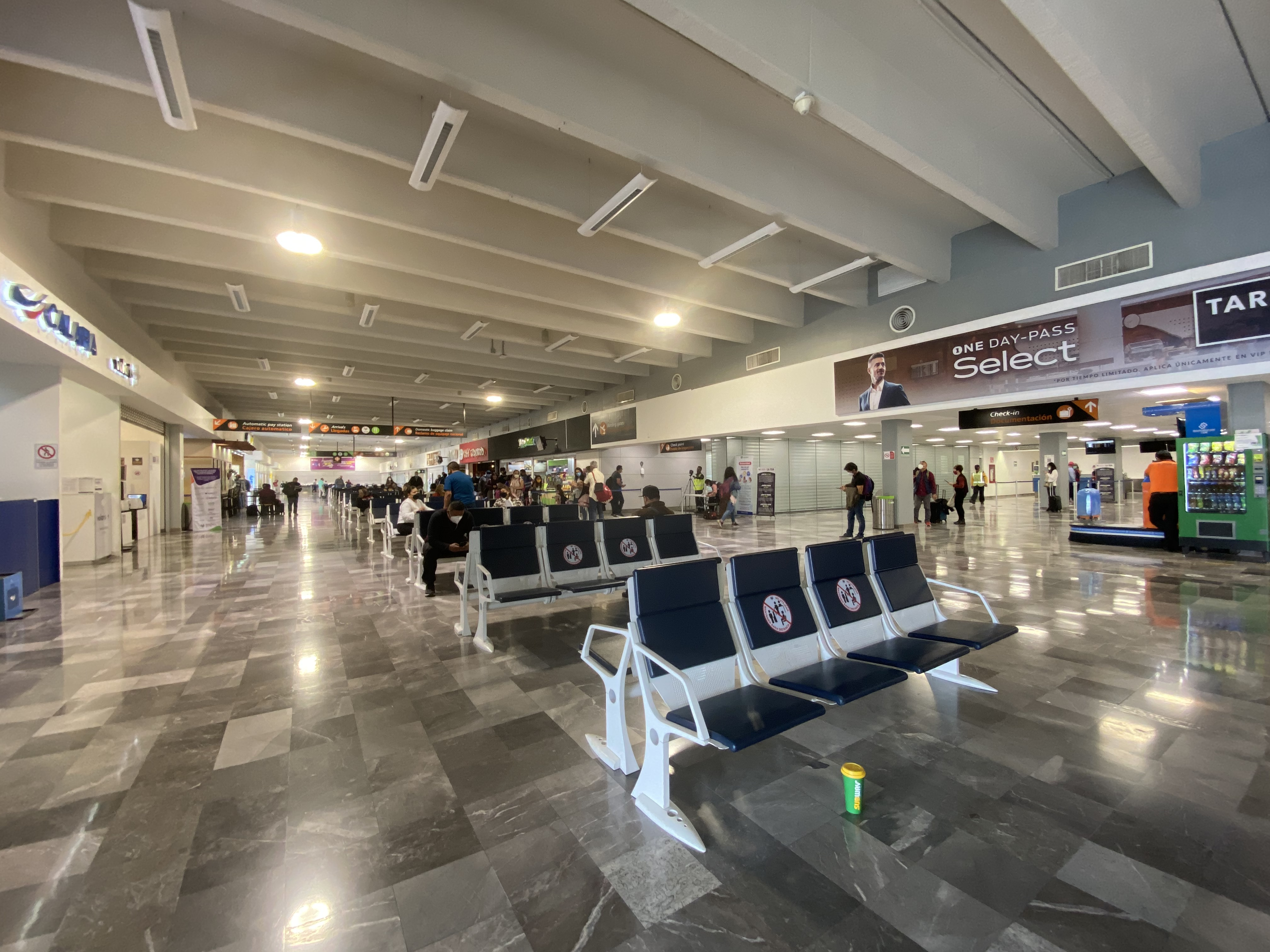
Sala de llegadas.

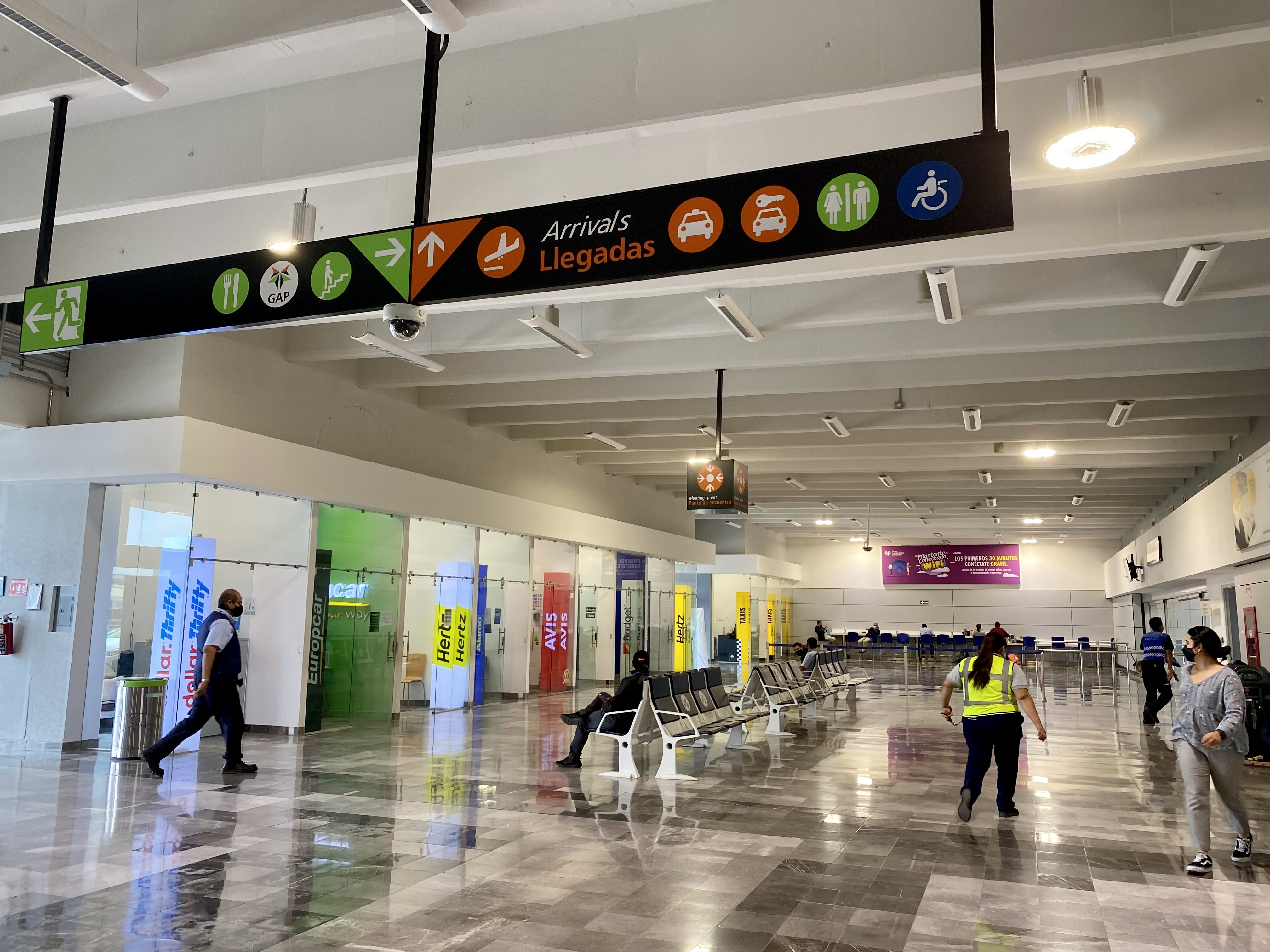
Sala de llegadas.

Cuenta con 16 destinos nacionales a través de 6 aerolíneas. El destino de Aeroméxico también es operado por Aeroméxico Connect.
| Aguascalientes (AGU)       | • |   |   |   |   |   | 1  |
| Chihuahua (CUU)            | • |   |   |   |   |   | 1  |
| Ciudad Constituación (CUA) |   |   | • |   |   |   | 1  |
| Ciudad de México (MEX)     |   | • |   |   | • |   | 2  |
| Ciudad de México (NLU)     |   | • |   | • |   |   | 2  |
| Ciudad Obregón (CUA)       |   |   | • |   |   |   | 1  |
| Culiacán (CUL)             |   |   |   | • |   |   | 1  |
| Guadalajara (GDL)          |   | • |   | • |   |   | 2  |
| Guerrero Negro (GUB)       |   |   | • |   |   |   | 1  |
| Hermosillo (HMO)           | • |   |   |   |   |   | 1  |
| Los Mochis (LMM)           | • |   | • |   |   |   | 2  |
| Mazatlán (MZT)             | • |   |   |   |   |   | 1  |
| Monterrey (MTY)            |   | • |   | • |   |   | 2  |
| Querétaro (QRO)            | • |   |   |   |   |   | 1  |
| Tijuana (TIJ)              |   | • |   | • |   |   | 2  |
| San José del Cabo (SJD)    |   |   | • |   |   |   | 1  |
| Total                      | 6 | 5 | 5 | 5 | 1 | 0 | 16 |

### Destinos internacionales
Se brinda servicio a 1 ciudad extranjera en Estados Unidos, a cargo de 1 aerolínea.
| Ciudades                                | Nombre del aeropuerto                   | Aerolíneas      |              |
| Norteamérica                            | Norteamérica                            | Norteamérica    | Norteamérica |
| --------------------------------------- | --------------------------------------- | --------------- | ------------ |
| Estados Unidos (1 destino, 1 aerolínea) |                                         |                 |              |
| Los Ángeles                             | Aeropuerto Internacional de Los Ángeles | Alaska Airlines |              |
| Total: 1 destino, 1 país, 1 aerolínea   |                                         |                 |              |

## Estadísticas

### Rutas más transitadas
| Número | Ciudad                   | Pasajeros | Ranking     | Aerolínea                               |
| ------ | ------------------------ | --------- | ----------- | --------------------------------------- |
| 1      | Ciudad de México         | 169,615   | 1           | Aeroméxico, Aeroméxico Connect, Volaris |
| 2      | Guadalajara, Jalisco     | 166,325   | 1           | Viva, Volaris                           |
| 3      | Tijuana, Baja California | 138,623   | Sin cambios | Viva, Volaris                           |
| 4      | Valle de México          | 41,376    | 1           | Volaris                                 |
| 5      | Culiacán, Sinaloa        | 35,912    | 1           | TAR, Viva                               |
| 6      | Monterrey, Nuevo León    | 23,430    | 2           | Viva, Volaris                           |
| 7      | Hermosillo, Sonora       | 8,687     | Sin cambios | TAR                                     |
| 8      | Mazatlán, Sinaloa        | 6,647     | 2           | TAR, Viva                               |
| 9      | Los Ángeles, California  | 756       |             | Alaska Airlines                         |
| 10     | León, Guanajuato         | 248       | 1           | Volaris                                 |

## Instalaciones militares

### Base Aérea #9
La Base Aérea Militar No. 9 "General Gustavo A. Salinas Camiña" es la sede Escuadrón Aéreo 106 que opera aeronaves cesnna 182, se ubica al oeste del extremo de la cabecera 18, cuenta con una plataforma de aviación de 140x65 metros, además de 2 hangares e instalaciones para el alojamiento de efectivos de la Fuerza Aérea Mexicana. Su comandante es el General de Grupo Piloto Aviador Diplomado de Estado Mayor Aéreo Raúl Martínez Montiel.

### Base Aeronaval de La Paz
Se ubica al norte de la BAM-9, cuenta con hangares y una plataforma de 200x110 metros, junto a esta plataforma se ubica otra de 90x80 metros y 6 aparcamientos individuales para aeronaves, además de las instalaciones necesarias para el alojamiento de marinos.

## Accidentes e incidentes
- El 20 de diciembre de 1966 una aeronave Lockheed 18-56-23 Lodestar con matrícula N2222B operada por Executive Aviation desapareció mientras operaba un vuelo de demostración entre el Aeropuerto de San Diego y el Aeropuerto de La Paz, ya que empresarios planeaban comprar el avión. En el accidente murieron los 2 pilotos y los 8 pasajeros.[7]

- El 12 de junio de 1967 una aeronave Douglas DC-3A-197D con matrícula XA-FUW operada por Aeronaves de México que cubría un vuelo entre el Aeropuerto de La Paz y el Aeropuerto de Mazatlán se estrelló en una zona poblada mientras trataba de retornar al Aeropuerto de La Paz al sufrir un fallo de motor durante su ascenso inicial, matando a 3 miembros de la tripulación y a 2 personas en tierra y sobreviviendo un miembro de la tripulación y los 24 pasajeros.[8]

- El 30 de diciembre de 2006 una aeronave North American CT-39A-1-NA Sabreliner con matrícula XA-TNP operada por Facts Air que cubría un vuelo entre el Aeropuerto de La Paz y el Aeropuerto de Culiacán se estrelló contra postes y edificios abandonados durante su aproximación final al Aeropuerto de Culiacán, matando a los 2 pilotos.[9]

- El 5 de julio de 2007 una aeronave North American CT-39A Sabreliner con matrícula XA-TFL operada por Jett Paqueteria que cubría un vuelo entre el Aeropuerto de Culiacán y el Aeropuerto de La Paz sufrió una ponchadura de llanta en el tren de aterrizaje principal derecho durante su carrera de despegue, lo que provocó que la aeronave no pudiera elevarse adecuadamente, saliéndose de la pista y estrellándose contra vehículos en la carretera Culiacán-Navolato, matando a los 3 tripulantes y a 7 personas en tierra.[10]

- El 17 de octubre de 2008 una aeronave Cessna 402C con matrícula XC-HAQ propiedad del Gobierno de Baja California Sur que operaba un vuelo entre el Aeropuerto Internacional del Norte y el Aeropuerto de La Paz se estrelló en el Cerro del Fraile en Monterrey poco tiempo después de despegar, matando al piloto Jaime Emilio Real Cosío, al copiloto Armando Ávila Ochoa y al secretario de Finanzas de Baja California Sur, Nabor García Aguirre.[11][12]

- El 5 de diciembre de 2012 una aeronave Zlín Z-242 con matrícula AME-400 perteneciente a la Escuela de Aviación Naval de la Armada de México se desplomó en las cercanías del poblado Ejido Conquista Agraria a unos 34 kilómetros al Suroeste de La Paz mientras realizaba un vuelo local de entrenamiento en la Base Aeronaval de La Paz, haciendo que perdieran la vida  el capitán de Corbeta Adrián Ignacio González Vargas, de la Armada de México, así como el mayor Jesús Alfonso Barajas Verduzco, de la Fuerza Aérea Mexicana.[13][14]

- El 12 de agosto de 2018 una aeronave Embraer ERJ-145-EP con matrícula XA-UVX que se disponía a operar el vuelo 711 de Calafia Airlines entre el Aeropuerto Internacional de Loreto y el Aeropuerto Internacional de La Paz sufrió un sobrecalentamiento de motor durante la fase de encendido, generando humo en los motores por lo que se tuvo que evacuar a todos los ocupantes. El cuerpo de bomberos del aeropuerto controló la situación. no hubo lesionados.[15]

- El 16 de octubre de 2018 una aeronave Cessna 150 con matrícula XB-ODX de Escuela de Aviación y Adiestramiento Calafia (EAAC) impactó contra terreno durante su despegue en el Aeropuerto de La Paz durante un vuelo local de entrenamiento, matando al estudiante en el impacto, el instructor fue trasladado al hospital en donde murió.[16][17]

- El 9 de abril de 2020 una aeronave Learjet 35A con matrícula XA-VDU que realizaba un vuelo entre el Aeropuerto de Monterrey y el Aeropuerto de La Paz sufrió una excursión de pista tras aterrizar en su destino, quedando la aeronave a 500 metros de la cabecera de la pista de aterrizaje. Los cuatro ocupantes resultaron ilesos.[18][19]

- El 20 de junio de 2023 una aeronave Van's RV-7A con matrícula N627DP que operaba un vuelo local privado se desplomó bajo circunstancias desconocidas cerca de la comunidad El Sargento, quedando la aeronave panza arriba y dejando a los dos tripulantes lesionados.[20][21]

- El 18 de junio de 2024, una aeronave Cessna T210L Turbo Centurion con matrícula XC-LAP operada por el Gobierno de Baja California Sur que realizaba un vuelo entre el Aeropuerto de Loreto y el Aeropuerto de La Paz, tuvo que aterrizar en su aeropuerto de destino con el tren de aterrizaje retraido debido a una malfunción del mismo, causando daños menores en la aeronave. Los 3 ocupantes resultaron ilesos.[22][23]

## Aeropuertos cercanos
Los aeropuertos más cercanos son:
- Aeropuerto Internacional de Los Cabos (122km)
- Aeropuerto Internacional Federal del Valle del Fuerte (212km)
- Aeropuerto Internacional de Loreto (232km)
- Aeropuerto Internacional Federal de Culiacán (294km)
- Aeropuerto Internacional de Ciudad Obregón (366km)